# 레온 포우

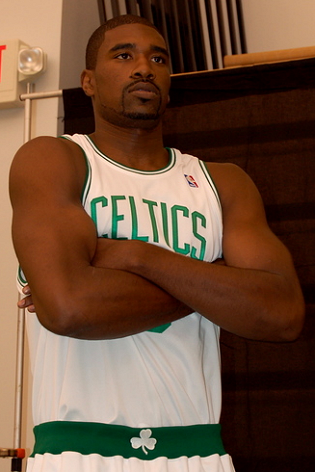

레온 포우(Leon Powe Jr., /ˈpoʊ/; 1984년 1월 22일 ~ )는 미국의 전 프로 농구 파워 포워드이다. 2006년 덴버 너기츠에 의해 드래프트된 포우는 캘리포니아 오클랜드에서 자랐으며 캘리포니아 대학교 버클리에서 대학 농구를 했다. 보스턴 셀틱스에서 NBA에서 처음 3년을 뛰었고 2008년에 팀과 함께 우승을 차지했다. 포우는 2009년부터 2011년까지 클리블랜드 캐벌리어스에서 뛰었다. 그는 또한 2011년에 멤피스 그리즐리스에서 활동했다. 포우는 푸에르토리코에서 활동한 후 여러 부상과 사업가가 되고자 하는 열망을 이유로 2014년 은퇴를 발표했다.
은퇴 후 2014년에 포우는 셀틱스의 커뮤니티 홍보대사로 고용되었다.